# Eublemma rufocastanea
Eublemma rufocastanea là một loài bướm đêm trong họ Erebidae.